# Thomas Rentsch
Thomas Rentsch (* 29. August 1954 in Duisburg; † 14. April 2022) war ein deutscher Philosoph.

## Leben und Wirken
Rentsch legte am Steinbart-Gymnasium in Duisburg sein Abitur ab, danach studierte er die Fächer Philosophie, Literaturwissenschaften und Evangelische Theologie an den Universitäten Konstanz, Münster, Zürich und Tübingen. 
Im Jahr 1982 promovierte Rentsch mit einer Arbeit zu Martin Heidegger und Ludwig Wittgenstein. 1988 habilitierte er sich mit einer Studie zur Konstitution der Moralität und übernahm im gleichen Jahr die Mitherausgeberschaft des Historischen Wörterbuchs der Philosophie.
Seit seiner Berufung auf die Gründungsprofessur für Philosophie mit dem Schwerpunkt Praktische Philosophie und Ethik im Jahr 1992 lehrte Rentsch an der Technischen Universität Dresden. Neben Forschungen auf diesen Gebieten verfasste er zahlreiche Schriften zur Religionsphilosophie, Philosophischen Anthropologie, Sprachphilosophie und zur Geschichte der Metaphysik.

## Schriften

### Als Autor
- Heidegger und Wittgenstein. Existential- und Sprachanalysen zu den Grundlagen philosophischer Anthropologie. Klett-Cotta, Stuttgart 1985, ISBN 3-608-91383-1; ebd. 2003, ISBN 3-608-94347-1.
- Martin Heidegger. Das Sein und der Tod. Eine kritische Einführung. Piper, München/Zürich 1989, ISBN 3-492-11057-6.
- Die Konstitution der Moralität. Transzendentale Anthropologie und praktische Philosophie. Suhrkamp, Frankfurt 1990, ISBN 3-518-58068-X; (= Suhrkamp-Taschenbuch Wissenschaft. 1421) ebd. 1999, ISBN 3-518-29021-5.
- Transzendenz und Negativität. Religionsphilosophische und ästhetische Studien. de Gruyter, Berlin/New York 2010, ISBN 978-3-11-021496-3.
- Gott. de Gruyter, Berlin/New York 2005, ISBN 3-11-017692-0.
- Negativität und praktische Vernunft (= Suhrkamp-Taschenbuch Wissenschaft. 1463). Suhrkamp, Frankfurt 2000, ISBN 3-518-29063-0.

### Als Herausgeber
- mit Helmut Bachmaier: Poetische Autonomie? Zur Wechselwirkung von Dichtung und Philosophie in der Epoche Goethes und Hölderlins. Klett-Cotta, Stuttgart 1987, ISBN 3-608-91436-6.
- mit Christoph Demmerling: Die Gegenwart der Gerechtigkeit. Diskurse zwischen Recht, praktischer Philosophie und Politik. Akademie-Verlag, Berlin 1995, ISBN 3-05-002821-1.
- mit Christoph Demmerling, Gottfried Gabriel: Vernunft und Lebenspraxis. Philosophische Studien zu den Bedingungen einer rationalen Kultur. Für Friedrich Kambartel (= Suhrkamp-Taschenbuch Wissenschaft. 1206). Suhrkamp, Frankfurt 1995, ISBN 3-518-28806-7.
- Sprache, Erkenntnis, Verstehen. Grundfragen der theoretischen Philosophie der Gegenwart. Thelem, Dresden 2001, ISBN 3-933592-18-6.
- Martin Heidegger, Sein und Zeit (= Klassiker auslegen. Bd. 25). Akademie-Verlag, Berlin 2001, ISBN 3-05-003518-8; 2. bearb. Aufl. ebd. 2007, ISBN 978-3-05-004375-3.
- mit Albert Franz: Gnosis oder die Frage nach Herkunft und Ziel des Menschen. Schöningh, Paderborn [u. a.] 2002, ISBN 3-506-72597-1.
- Philosophie – Geschichte und Reflexion. Thelem, Dresden 2004, ISBN 3-935712-17-0.
- Anthropologie, Ethik, Politik. Grundfragen der praktischen Philosophie der Gegenwart. Thelem, Dresden 2004, ISBN 3-933592-19-4
- Einheit der Vernunft? Normativität zwischen Theorie und Praxis. Mentis, Paderborn 2005, ISBN 3-89785-541-0.
- Zur Gegenwart der Philosophie. Theorie, Praxis, Geschichte. Thelem, Dresden 2008, ISBN 978-3-939888-44-4.
- mit Bernhard Irrgang: Bioethik in der philosophischen Diskussion. Thelem, Dresden 2010, ISBN 978-3-937672-26-7.
- mit Morris Vollmann: Gutes Leben im Alter. Die philosophischen Grundlagen. Reclam, Stuttgart 2012, ISBN 978-3-15-020253-1.
- mit Andreas Kruse, Harm-Peer Zimmermann: Gutes Leben im hohen Alter. Das Altern in seinen Entwicklungsmöglichkeiten und Entwicklungsgrenzen verstehen. AKA, Heidelberg 2012, ISBN 978-3-89838-667-8.
- mit Harm-Peer Zimmermann, Andreas Kruse: Altern in unserer Zeit. Späte Lebensphasen zwischen Vitalität und Endlichkeit. Campus-Verlag, Frankfurt/New York 2013, ISBN 978-3-593-39908-9.